# 歐洲氣象衛星開發組織
歐洲氣象衛星開發組織（英語：European Organisation for the Exploitation of Meteorological Satellites）是一个政府間组织 ，透过一项国际公约建立，目前已有30个會員國。 
歐洲氣象衛星開發組織的主要宗旨是建立，维护和運行欧洲的氣象衛星系統。歐洲氣象衛星開發組織負責衛星的发射、營運、向终端用户提供衛星資料，以及監測气候和量測全球气候变遷。
歐洲氣象衛星開發組織致力於与其他航太国家打造一個全球氣象衛星監測系統。
衛星观测是数值天气预报系统的重要數據輸入來源，也有助於人类氣象预报员判斷具有潜在威脅的天气发展。而从太空為气候变遷研究长期收集觀测数据的能力，也讓氣象衛星的地位越顯重要。
歐洲氣象衛星開發組織並不隸屬於欧盟，但在2012年簽署《太空与重大灾害國際宪章》，即能讓其太空资产投入全球慈善用途。 

## 會員國和合作国
會員國强制缴納与其国民所得成正比的金額，而合作国只缴纳作為會員國條件下應繳款項的一半。歐洲氣象衛星開發組織的成立公约於 1983 年开放签署，并於 1986 年 6 月 19 日生效。
| 國家            | 身分   | 起始 (簽署公約) | 2013年 貢獻資金比例 | 國家氣象服務代表組織 (以該國官方語言正式名稱顯示，連結到中文維基頁面)                                  | 官方網站                                      |
| --------------- | ------ | --------------- | ------------------- | --- | --------------------------------------------- |
| 德国            | 會員國 | 1986/03         | 19.20%              | Deutscher Wetterdienst (DWD)                                                                           | www.dwd.de （页面存档备份，存于）             |
| 英国            | 會員國 | 1985/05         | 15.62%              | Met Office                                                                                             | www.metoffice.gov.uk （页面存档备份，存于）   |
| 法國            | 會員國 | 1985/02         | 14.70%              | Météo-France                                                                                           | www.meteofrance.com （页面存档备份，存于）    |
| 義大利          | 會員國 | 1986/06         | 12.04%              | Ufficio Generale Spazio Aereo e Meteorologia (USAM) – Reparto Meteorologia                             | www.meteoam.it/ （页面存档备份，存于）        |
| 西班牙          | 會員國 | 1985/02         | 7.56%               | Agencia Estatal de Meteorología (AEMET)                                                                | www.aemet.es                                  |
| 荷蘭            | 會員國 | 1984/03         | 4.38%               | Koninklijk Nederlands Meteorologisch Instituut (KNMI)                                                  | www.knmi.nl （页面存档备份，存于）            |
| 瑞士            | 會員國 | 1985/07         | 2.75%               | MeteoSchweiz / MétéoSuisse / MeteoSvizzera                                                             | www.meteoschweiz.ch                           |
| 比利时          | 會員國 | 1985/10         | 2.57%               | Institut Royal Météorologique de Belgique (IRM) / Koninklijk Meteorologisch Instituut van België (KMI) | www.kmi.be （页面存档备份，存于）             |
| 瑞典            | 會員國 | 1984/01         | 2.53%               | Sveriges meteorologiska och hydrologiska institut (SMHI)                                               | www.smhi.se （页面存档备份，存于）            |
| 土耳其          | 會員國 | 1984/08         | 2.27%               | Remote Sensing Division, Devlet Meteoroloji İşleri Genel Müdürlüğü (DMİGM)                             | www.meteor.gov.tr                             |
| 奥地利          | 會員國 | 1993/12         | 2.05%               | Zentralanstalt für Meteorologie und Geodynamik (ZAMG)                                                  | www.zamg.ac.at                                |
| 挪威            | 會員國 | 1985/04         | 2.03%               | Meteorologisk institutt (met.no)                                                                       | www.met.no （页面存档备份，存于）             |
| 波蘭            | 會員國 | 2009/06         | 1.95%               | Instytut Meteorologii i Gospodarki Wodnej (IMGW)                                                       | www.imgw.pl （页面存档备份，存于）            |
| 丹麦            | 會員國 | 1984/01         | 1.78%               | Danmarks Meteorologiske Institut (DMI)                                                                 | www.dmi.dk （页面存档备份，存于）             |
| 希腊            | 會員國 | 1988/06         | 1.65%               | Εθνική Μετεωρολογική Υπηρεσία (HNMS)                                                                   | www.hnms.gr （页面存档备份，存于）            |
| 芬兰            | 會員國 | 1984/12         | 1.35%               | Ilmatieteen laitos / Meteorologiska institutet (FMI)                                                   | www.fmi.fi （页面存档备份，存于）             |
| 葡萄牙          | 會員國 | 1989/05         | 1.23%               | Instituto de Meteorologia (IM)                                                                         | www.meteo.pt （页面存档备份，存于）           |
| 爱尔兰          | 會員國 | 1985/06         | 1.17%               | Met Éireann                                                                                            | www.met.ie （页面存档备份，存于）             |
| 捷克            | 會員國 | 2010/05/12      | 0.80%               | Český hydrometeorologický ústav (CHMI), Družicové Oddělení                                             | www.chmi.cz                                   |
| 匈牙利          | 會員國 | 2008/10         | 0.69%               | Országos Meteorológiai Szolgálat (OMSZ)                                                                | www.met.hu （页面存档备份，存于）             |
| 羅馬尼亞        | 會員國 | 2010/11         | 0.57%               | National Meteorological Administration of Romania                                                      | meteoromania.ro （页面存档备份，存于）        |
| 斯洛伐克        | 會員國 | 2006/01         | 0.32%               | Slovenský hydrometeorologický ústav (SHMU)                                                             | www.shmu.sk （页面存档备份，存于）            |
|                 | 會員國 | 2006/12         | 0.25%               | Državni hidrometeorološki zavod (DHMZ)                                                                 | www.meteo.hr （页面存档备份，存于）           |
| 斯洛維尼亞      | 會員國 | 2008/02         | 0.23%               | Agencija Republike Slovenije za Okolje (ARSO)                                                          | www.arso.gov.si （页面存档备份，存于）        |
| 盧森堡          | 會員國 | 2002/07         | 0.21%               | Administration de la navigation aérienne                                                               | www.aeroport.public.lu （页面存档备份，存于） |
| 拉脫維亞        | 會員國 | 2009/05         | 0.10%               | Latvijas Vides, ģeoloģijas un meteoroloģijas aģentūra (LVGMA)                                          | www.meteo.lv （页面存档备份，存于）           |
| 立陶宛          | 會員國 | 2014/01         | 0.16%               | Lietuvos hidrometeorologijos tarnyba (LHS), prie Aplinkos ministerijos                                 | www.meteo.lt （页面存档备份，存于）           |
| 冰島            | 會員國 | 2014/01         | 0.10%               | Veðurstofa Íslands                                                                                     | www.vedur.is （页面存档备份，存于）           |
| 爱沙尼亚        | 會員國 | 2013/06         | 0.09%               | Estonian Weather Service                                                                               | www.ilmateenistus.ee （页面存档备份，存于）   |
| 保加利亚        | 會員國 | 2014/04         | 0.18%               | Национален институт по метеорология и хидрология (INMH)                                                | www.meteo.bg （页面存档备份，存于）           |
| 最後更新於 2014 |        |                 |                     | |                                               |

## 衛星計畫
計畫共有两种类型：

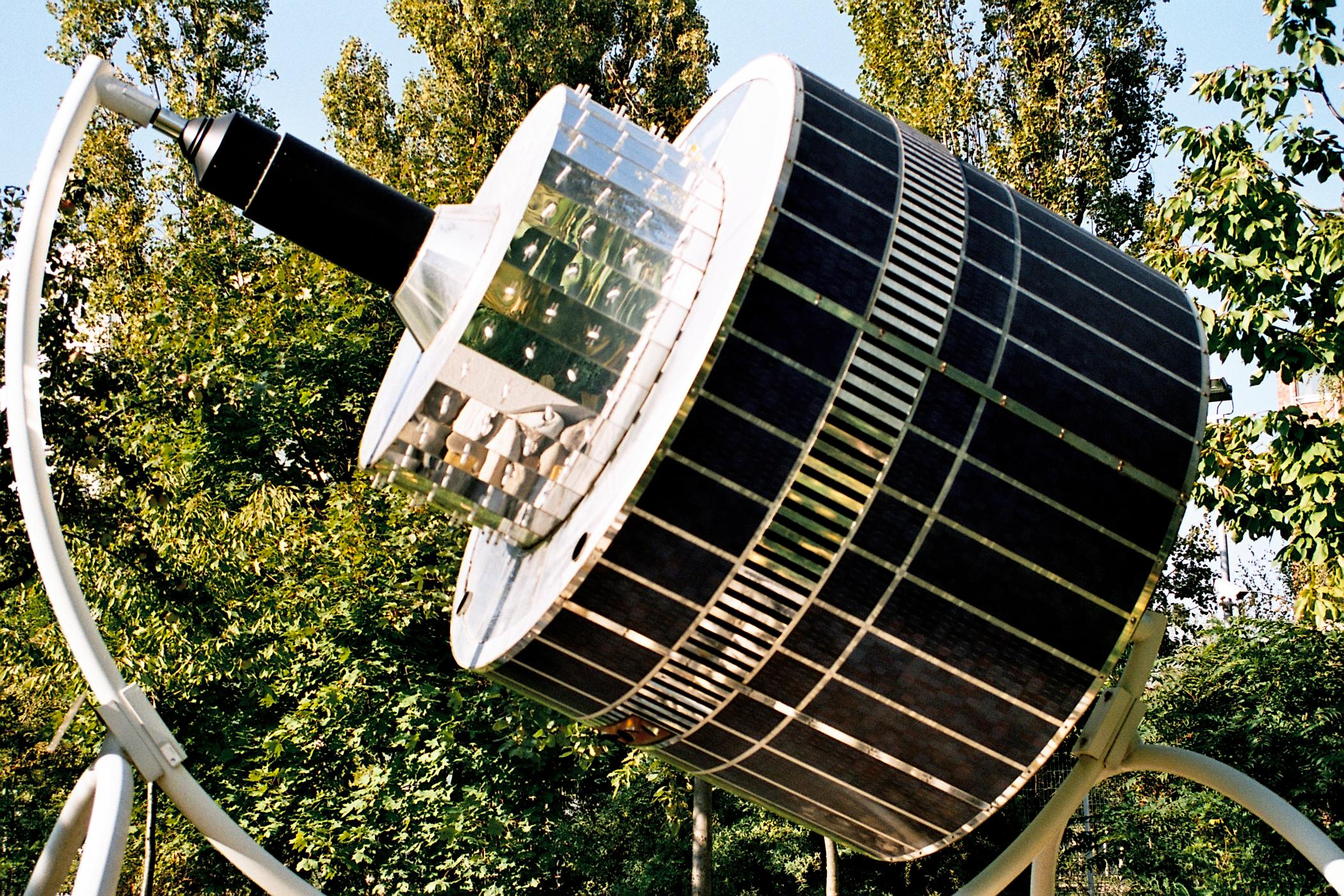
第一代米堤歐地球同步衛星模型。

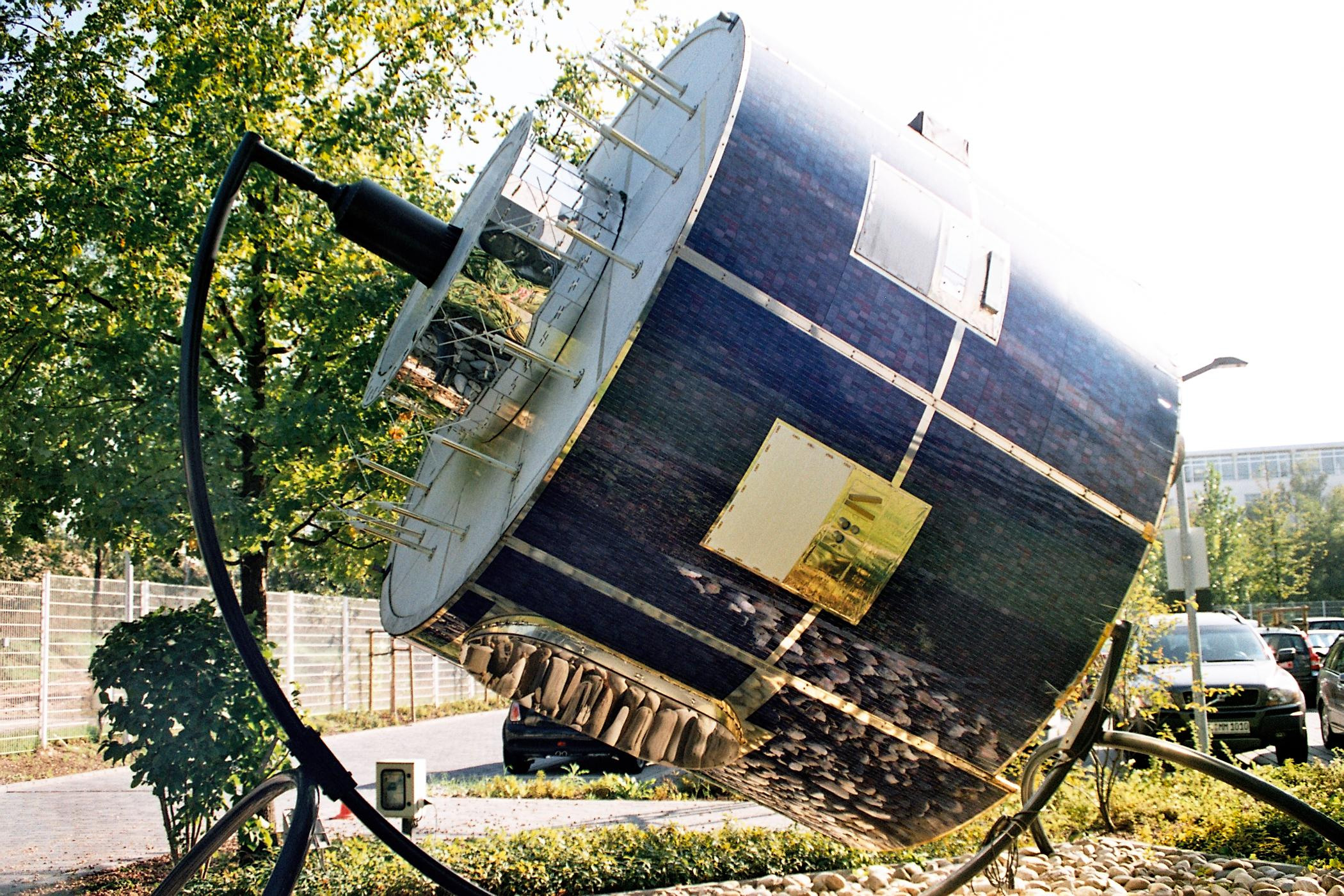
第二代米堤歐地球同步衛星模型。

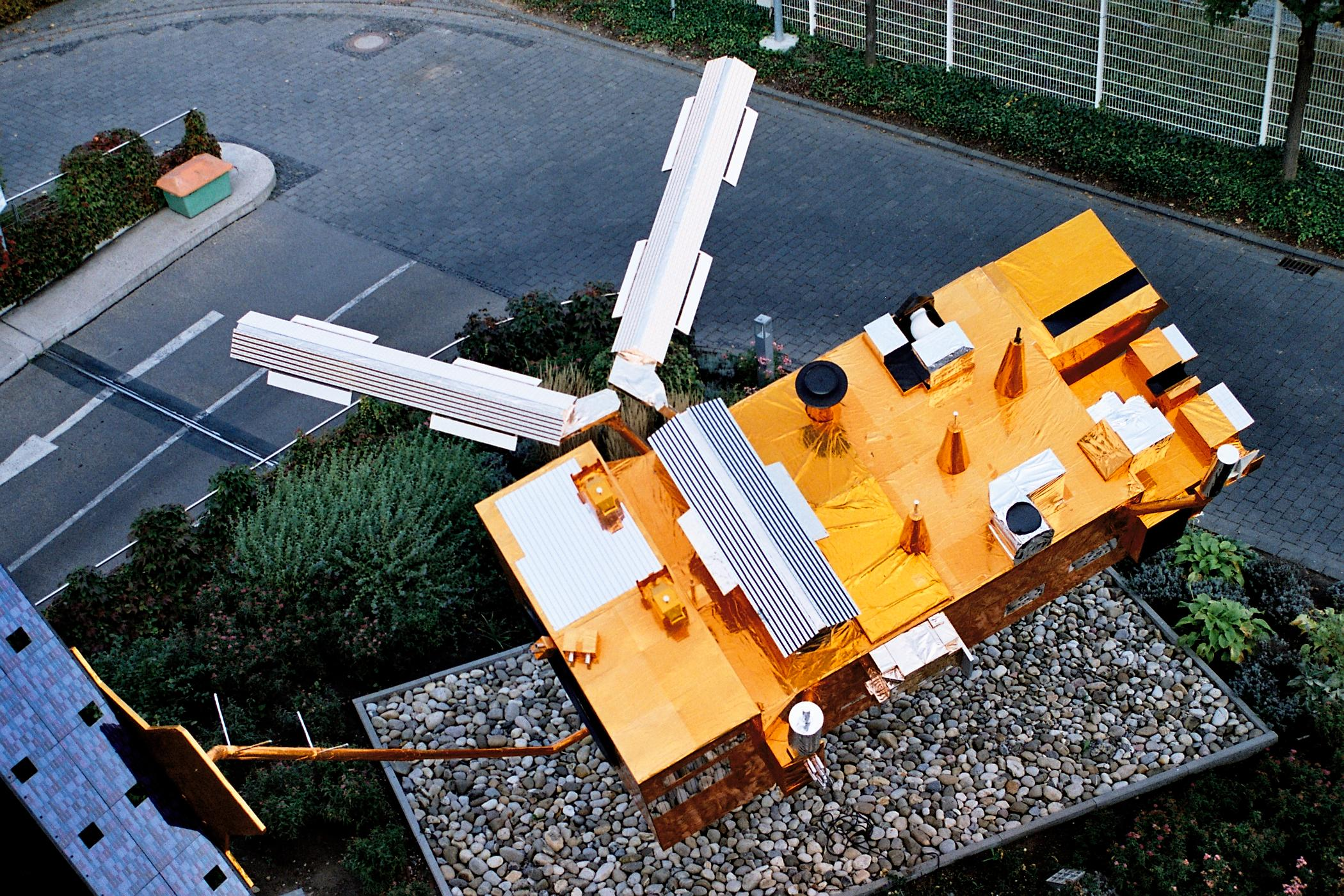
MetOp 繞极衛星模型（自下而上）。

1. 地球同步衛星，从太空中相對地球固定位置進行连续观察。
2. 繞极轨道衛星在較低許多的高度飞行，回傳更精确大气温、湿度分布資料，缺點就是較低的全球覆蓋率，因此可能需要多顆同時運行，以達到全球觀測的效果。

### 高軌道、固定位置（地球同步衛星）
歐洲氣象衛星開發組織營運的米堤歐系列衛星，以地球同步的方式提供监控，產生全盤的地球影像和预测資料。
第一代米堤歐衛星於 1977 年發射，为廣大用户提供连续、可靠的观测。为了應付更频繁、全面的資料需求，於是開發第二代米堤歐衛星 (Meteosat Second Generation, MSG)，對雷暴、雾和可能导致风暴的小型低壓等天氣的快速辨識與预测有重大進展。米堤歐二代 (MSG) 於2004年發射，而为了滿足 2025 年可预期的用户需求，第三代米堤歐衛星 (MTG) 正在积极開發中。

### 低轨道（繞極衛星）

#### 歐洲氣象衛星開發組織繞极系统
全球某些地区缺乏實地测量，特别是太平洋和南半球的許多大陸地區。此時繞極衛星資料在数值天气预报和气候监测中更能凸顯它的價值。
歐洲氣象衛星開發組織繞極系统 (EPS) 的 MetOp 任务由三颗繞极卫星组成，運作超过 14 年。第一个是 MetOp-A，由俄罗斯联盟 2.1a火箭於 2006 年 10 月 19 日 22:28（16:28 UTC）從拜科努尔發射升空。MetOp-A 在發射及入軌初期阶段由歐洲太空營運中心控制，在发射後 72 小时将控制权轉移给歐洲氣象衛星開發組織。歐洲氣象衛星開發組織於 2006 年 10 月 22 日 14:04 UTC 向卫星下達第一道指令。
第二顆 EPS 卫星 MetOp-B，於 2012 年 9 月 17 日從拜科努尔發射。以及第三顆 MetOp-C，於2018 年 11 月 7 日從法屬圭亚那位在库鲁的圭亞那太空中心发射，由阿丽亚娜太空公司使用联盟号ST -B运载火箭，带有佛蓋特上層级。 
軌道高度約距地表817公里 (508英里) ，MetOp-A 上的特殊仪器可以提供比同步卫星更精确的大气温度和湿度分布。
这些衛星也能完全覆盖地球上更偏远的地区，特别是北欧地區和南半球海洋。
EPS 计划也是欧洲与 NOAA 联合计划的一部分，称为国际联合繞極系统 (International Joint Polar System, IJPS)。自 1960 年 4 月以来，NOAA 就持續運行一系列低地轨道气象卫星。 MetOp 上的许多仪器也搭載在 NOAA/POES 卫星上，提供类似 IJPS 中的資料。

##### MetOp 上的仪器
- 先進数据收集系统（Advanced Data Collection System, A/DCS）
- 先進微波探測單元 (Advanced Microwave Sounding Unit, AMSU-A1 and AMSU-A2)
- 先進散射计 (ASCAT)
- 先進超高解析度辐射计 （Advanced Very High Resolution Radiometer, AVHRR）
- 全球臭氧监测实验（Global Ozone Monitoring Experiment, GOME-2） — 监测臭氧水平的仪器
- GNSS接收器（GNSS Receiver for Atmospheric Sounding: global navigation satellite systems radio occultation, GRAS）使用无线电掩星技術對大氣進行測量
- 高解析度红外探测仪（High Resolution Infrared Sounder, HIRS）
- 红外大气探测干涉仪（Infrared atmospheric sounding interferometer, IASI）
- 微波湿度探测仪（Microwave Humidity Sounder, MHS）
- 搜救处理器和中继器（Search And Rescue Processor and Search And Rescue Repeater, SARP-3 and SARR）
- 太空环境监测仪（Space Environment Monitor, SEM）

#### 傑森衛星 (Jason)
傑森二號
傑森二號是跨多个组织的国际合作计划，包括歐洲 EUMETSAT、法國CNES 以及美国 NASA 和 NOAA。傑森二號於  2008 年 6 月 20 日 UTC 7:46 從范登堡空军基地搭乘三角洲2號運載火箭成功發射。 EUMETSAT – What We Do – Jason-2 – Launch Description
傑森二號相當可靠，提供人们對於预測天气和监控气候变化至关重要的详细海洋数据。傑森二號提供如大西洋大洋盆每10 年的振荡資料、中尺度变化，以及地表风和波浪等數據。傑森二號的测量有助于欧洲中期天气预报中心 (ECMWF) 卫星数据同化，改善全球大气和海洋预测。
傑森二號的高程数据还建立了对聖嬰現象和拉尼娜現象长达十年的详细全球观测和分析，为海洋环流及其影响气候的发现开創新領域，并提供对海洋潮汐、海洋涡流和海洋重力的新见解。
傑森三號
傑森三號由 SpaceX 的獵鷹9號運載火箭在2016 年 1 月 17 日從加州范登堡空军基地发射，並於同年 10 月 14 日开始營运。傑森三號位于非太阳同步低地轨道上，倾角 66°，軌道高度 1336 km，经过最佳化以消除海面高度和平均海平面测量時的潮汐混叠。傑森二號也在同一轨道上，但以 162° 繞行。建立在与傑森二號相同的合作基础上，成員同樣包含 EUMETSAT、NOAA、CNES 和 NASA，哥白尼計畫预计将協助欧洲運行，作为其 HPOA 活动的一部分，该活动还包括傑森CS 计划。 
哨兵六號/傑森CS
哨兵六號的雷达高度计任务隸屬於欧盟哥白尼地球观测计划，其目标是提供全球海平面的高精度测量服务。
任务包含两颗哨兵六號/傑森CS 卫星（Sentinel-6A 和 Sentinel-6B），旨在接續進行 2020-2030 年间的高精度海洋高度测量。次要目标是使用 GNSS 无线电掩星技术收集高解析度的温度垂直剖面，评估对流层和平流层的温度变化并輔助数值天气预报。 
第一颗卫星 Sentinel-6A 又名 Michael Freilich，是为了纪念美国航太總署前地球科学部主任邁克·弗莱利（海洋学家）。並且已於 2020 年 11 月 21 日，由 SpaceX 獵鷹9號运载火箭在加州范登堡空军基地成功发射。

## 參照
- 欧洲氣象網路組織
- 欧洲中期天气预报中心 (ECMWF)
- 法國国家太空研究中心 (CNES)
- 美國国家海洋和大气管理局 (NOAA)，相当於美国的 EUMETSAT
- 美國国家航太總署 (NASA)，相当於美国的 ESA